# Малинове вино
«Малинове вино» (латис. «Aveņu vīns») — радянський художній фільм за мотивами повісті Віктора Лагздіньша «Ніч на хуторі Межажи».

## Сюжет
Гірт Рандер, майор міліції, приїхав на хутір в гості до свого друга дитинства Юріса. Той кілька разів намагався про щось розповісти, але відвертої розмови так і не вийшло.
Увечері, сидячи з гостями за святковим столом, Юріс пішов принести пляшку малинового вина. Не дочекавшись чоловіка, Расма спустилася вниз і виявила мертве тіло в підвалі з домашніми припасами. Версія смерті від нещасного випадку, про яку заговорили присутні, була відразу відкинута Гіртом.
Він ретельно зібрав докази, які були на місці, і приступив до опитування. З'ясувалося, що причиною для вбивства могли бути ревнощі, помста або гроші. Підозрювати можна було будь-якого з гостей, ні у кого не було алібі. Харалд, як з'ясувалося, був коханцем Расми. Альберт ревнував Юріса до своєї дружини. Вілісу відмовили в проханні взяти в борг дві тисячі рублів, які пізніше зникли зі шкатулки, що перебувала в спальні.
Гірт ретельно, по крупинці, відновив хронологію подій. З уривчастих свідчень він склав реальну картину того, що сталося. У Інсбергов серйозно хворів син, і заклопотаний батько, маючи потребу в грошах, був втягнутий в кримінальну схему розкрадання дорогоцінних металів на своєму виробництві. Юріс, талановитий інженер, запропонував при виготовленні електричних контактів використовувати нову, більш економічну технологію. Знайшлися спритні люди, які впровадили його ідею, минаючи державу. Страждаючи від почуття своєї провини, після деякого часу, Юріс збирався відкрити таємницю.
Одним з організаторів розкрадання був Фелікс, безпосередній начальник Юріса. Він і вбив його, в припадку гніву, вдаривши сокирою, що лежала поряд. Усвідомивши своє викриття, Фелікс біжить, відігнавши припарковану біля будинку машину. На лісовій дорозі, не впоравшись з керуванням, він збиває лося і гине від отриманих травм.

## У ролях
- Алвіс Бірковс — Гірт Рандер
- Арніс Ліцитіс — Юріс Інсберг
- Індра Бурковська — Расма Інсберга
- Івар Калниньш — Альберт
- Інеса Паберза — Ирена Альберта
- Мартиньш Вердиньш — Харалд Улас
- Мірдза Мартінсоне — Діна Уласе
- Ріхард Рудакс — Фелікс
- Петеріс Лієпіньш — Віліс

## Знімальна група
- Автори сценарію: Арвідс Крієвс, Валентин Єжов, Алоїз Вазніс
- Режисер: Арвідс Крієвс
- Оператор: Давіс Сіманіс
- Художник: Ієва Романова
- Композитор: Мартіньш Браунс